# LOSC Lille 2024-2025
Questa voce raccoglie le informazioni riguardanti il LOSC Lille nelle competizioni ufficiali della stagione 2024-2025.

## Divise e sponsor
Lo sponsor tecnico per la stagione 2024-2025 è New Balance, mentre lo sponsor ufficiale è Boulanger
| Casa | Trasferta | Terza divisa |

## Rosa
Aggiornata al 7 settembre 2024  

 In corsivo i calciatori ceduti durante la stagione.
| N. |                         | Ruolo | Calciatore             |
| -- | ----------------------- | ----- | ---------------------- |
| 1  | Italia (bandiera)       | P     | Vito Mannone           |
| 2  | Algeria (bandiera)      | D     | Aïssa Mandi            |
| 4  | Brasile (bandiera)      | D     | Alexsandro             |
| 5  | Svezia (bandiera)       | D     | Gabriel Gudmundsson    |
| 6  | Algeria (bandiera)      | C     | Nabil Bentaleb         |
| 7  | Islanda (bandiera)      | C     | Hákon Arnar Haraldsson |
| 8  | Inghilterra (bandiera)  | C     | Angel Gomes            |
| 9  | Canada (bandiera)       | A     | Jonathan David         |
| 10 | Francia (bandiera)      | C     | Rémy Cabella           |
| 11 | Norvegia (bandiera)     | A     | Osame Sahraoui         |
| 12 | Belgio (bandiera)       | D     | Thomas Meunier         |
| 13 | Algeria (bandiera)      | D     | Akim Zedadka           |
| 14 | Francia (bandiera)      | D     | Samuel Umtiti          |
| 16 | Francia (bandiera)      | P     | Marc-Aurèle Caillard   |
| 17 | RD del Congo (bandiera) | C     | Ngal'ayel Mukau        |

| N. |                        | Ruolo | Calciatore                |
| -- | ---------------------- | ----- | ------------------------- |
| 18 | Francia (bandiera)     | D     | Bafodé Diakité            |
| 19 | Belgio (bandiera)      | C     | Matias Fernandez-Pardo    |
| 20 | Paesi Bassi (bandiera) | D     | Mitchel Bakker            |
| 21 | Francia (bandiera)     | C     | Benjamin André (capitano) |
| 22 | Portogallo (bandiera)  | D     | Tiago Santos              |
| 23 | Kosovo (bandiera)      | A     | Edon Zhegrova             |
| 24 | Serbia (bandiera)      | A     | Andrej Ilić               |
| 24 | Inghilterra (bandiera) | A     | Chuba Akpom               |
| 26 | Portogallo (bandiera)  | C     | André Gomes               |
| 27 | Guinea (bandiera)      | A     | Mohamed Bayo              |
| 28 | Portogallo (bandiera)  | D     | Rafael Fernandes          |
| 29 | Francia (bandiera)     | C     | Ethan Mbappé              |
| 30 | Francia (bandiera)     | P     | Lucas Chevalier           |
| 31 | Brasile (bandiera)     | D     | Ismaily                   |
| 32 | Francia (bandiera)     | C     | Ayyoub Bouaddi            |

## Calciomercato

### Sessione estiva(dall'1/7 all'1/9)
| Acquisti | Acquisti               | Acquisti            | Acquisti                  |
| R.       | Nome                   | da                  | Modalità                  |
| -------- | ---------------------- | ------------------- | ------------------------- |
| A        | Matias Fernandez-Pardo | Gent                | definitivo (10 milioni €) |
| A        | Osame Sahraoui         | Heerenveen          | definitivo (8 milioni €)  |
| C        | Ngal'ayel Mukau        | Malines             | definitivo (5 milioni €)  |
| D        | Thomas Meunier         | Trabzonspor         | definitivo                |
| D        | Aïssa Mandi            | Villarreal          | definitivo                |
| C        | Ethan Mbappé           | Paris Saint-Germain | gratuito                  |
| P        | Marc-Aurèle Caillard   | Metz                | svincolato                |
| D        | Mitchel Bakker         | Atalanta            | prestito                  |
| C        | André Gomes            |                     | svincolato                |
| D        | Rafael Fernandes       | Arouca              | definitivo                |
| R.       | Nome                   | da                  | Modalità                  |
| A        | Mohamed Bayo           | Le Havre            | fine prestito             |
| A        | Alan Virginius         | Clermont Foot       | fine prestito             |
| D        | Akim Zedadka           | Real Saragozza      | fine prestito             |
| C        | Ugo Raghouber          | Le Mans             | fine prestito             |

| Cessioni         | Cessioni        | Cessioni       | Cessioni                  |
| R.               | Nome            | a              | Modalità                  |
| ---------------- | --------------- | -------------- | ------------------------- |
| D                | Leny Yoro       | Manchester Utd | definitivo (62 milioni €) |
| A                | Alan Virginius  | Young Boys     | prestito                  |
| A                | Andrej Ilić     | Union Berlino  | prestito                  |
| A                | Tiago Morais    | Rio Ave        | prestito                  |
| C                | Ignacio Miramón | Boca Juniors   | prestito                  |
| C                | Yusuf Yazıcı    |                | svincolato                |
| A                | Adam Ounas      |                | svincolato                |
| A                | Ivan Cavaleiro  |                | svincolato                |
| P                | Adam Jakubech   |                | svincolato                |
| Altre operazioni |                 |                |                           |
| R.               | Nome            | a              | Modalità                  |
| C                | Ugo Raghouber   | Dunkerque      | prestito                  |
| A                | Trévis Dago     | Annecy         | prestito                  |
| D                | Vincent Burlet  | Le Mans        | prestito                  |
| A                | Amine Messoussa | USM Alger      | definitivo                |

### Sessione invernale (dal 1/1 al 31/1)
| Acquisti         | Acquisti    | Acquisti | Acquisti |
| R.               | Nome        | da       | Modalità |
| ---------------- | ----------- | -------- | -------- |
| A                | Chuba Akpom | Ajax     | prestito |
| Altre operazioni |             |          |          |
| R.               | Nome        | a        | Modalità |

| Cessioni         | Cessioni         | Cessioni      | Cessioni |
| R.               | Nome             | a             | Modalità |
| ---------------- | ---------------- | ------------- | -------- |
| D                | Akim Zedadka     | Piast Gliwice | gratuito |
| D                | Rafael Fernandes | Rangers       | prestito |
| A                | Mohamed Bayo     | Anversa       | prestito |
| Altre operazioni |                  |               |          |
| R.               | Nome             | a             | Modalità |

## Risultati

### Ligue 1

#### Girone di andata
| Arbitro: | Wattellier |

|  |           |                               |
|  | Marcatori | 45+30’ B. Diakité 90+3’ David |

| Arbitro: | Kherradji |

|                        |           |  |
| Meunier 34’ Bayo 90+5’ | Marcatori |  |

| Arbitro: | Bastien |

|              |           |                                                 |
| Zhegrova 78’ | Marcatori | 33’ (rig.) Vitinha 36’ Barcola 90+1’ Kolo Muani |

| Arbitro: | Letexier |

|           |           |  |
| Cafaro 6’ | Marcatori |  |

| Arbitro: | Brisard |

|                                    |           |                                         |
| Zhegrova 15’, 27’ David 84’ (rig.) | Marcatori | 30’ Andrey Santos 42’ Emegha 66’ Nanasi |

| Arbitro: | Dechepy |

|  |           |                     |
|  | Marcatori | 23’, 35’, 79’ David |

| Arbitro: | Turpin |

|                            |           |               |
| Angel Gomes 57’ Bakker 72’ | Marcatori | 39’ Aboukhlal |

| Fontvieille 18 ottobre 2024, ore 20:45 CEST 8ª giornata | Monaco     | 0 – 0 referto | Lilla | Stadio Louis II\| Arbitro: \| Wattellier \| |
| Arbitro:                                                | Wattellier |               |       |                                             |

| Arbitro: | Bastien |

|  |           |                                |
|  | Marcatori | 90+8’ (rig.) David 90+11’ Bayo |

| Arbitro: | Brisard |

|           |           |                 |
| David 17’ | Marcatori | 90+1’ M. Fofana |

| Arbitro: | Stinat |

|                        |           |                                |
| Diop 56’ Louchet 90+6’ | Marcatori | 17’ Fernandez-Pardo 66’ Bakker |

| Arbitro: | Vernice |

|              |           |  |
| Zhegrova 45’ | Marcatori |  |

| Arbitro: | Millot |

|                          |           |                              |
| Sylla 45+2’ Nordin 90+3’ | Marcatori | 44’ (rig.), 54’ (rig.) David |

| Arbitro: | Bastien |

|                                     |           |             |
| David 7’ (rig.), 69’ Haraldsson 44’ | Marcatori | 48’ Ajorque |

| Arbitro: | Delajod |

|            |           |                |
| Merlin 17’ | Marcatori | 87’ B. Diakité |

| Arbitro: | Pignard |

|                    |           |                   |
| G. Gudmundsson 40’ | Marcatori | 70’ (rig.) Abline |

| Auxerre 10 gennaio 2025, ore 21:00 CET 17ª giornata | Auxerre | 0 – 0 referto | Lilla | Stadio Abbé-Deschamps (15 599 spett.)\| Arbitro: \| Angoula \| |
| Arbitro:                                            | Angoula |               |       |                                                                |

#### Girone di ritorno
| Arbitro: | Letexier |

|                               |           |             |
| Haraldsson 48’ B. Diakité 63’ | Marcatori | 29’ S. Diop |

| Arbitro: | Delajod |

|                              |           |             |
| Andrey Santos 70’ Emegha 74’ | Marcatori | 8’ Sahraoui |

| Arbitro: | Wattellier |

|                                                    |           |                        |
| David 32’ (rig.) Sahraoui 63’, 78’ Gudmundsson 72’ | Marcatori | 6’ (rig.) Davitashvili |

| Arbitro: | Léonard |

|             |           |                      |
| Akpom 90+7’ | Marcatori | 38’ Koka 56’ Soumaré |

| Arbitro: | Lissorgue |

|  |           |                        |
|  | Marcatori | 80’ Bentaleb 86’ Akpom |

| Arbitro: | Bastien |

|                     |           |                |
| Haraldsson 22’, 42’ | Marcatori | 45+1’ Minamino |

| Arbitro: | Letexier |

|                                                   |           |           |
| Barcola 6’ Marquinhos 22’ Dembélé 28’ D. Doué 37’ | Marcatori | 80’ David |

| Arbitro: | Pignard |

|           |           |  |
| David 50’ | Marcatori |  |

| Arbitro: | Millot |

|             |           |  |
| Mohamed 83’ | Marcatori |  |

| Arbitro: | Vernice |

|                     |           |  |
| Fernandez-Pardo 19’ | Marcatori |  |

| Arbitro: | Wattellier |

|                                 |           |               |
| Lacazette 38’ (rig.) Cherki 70’ | Marcatori | 1’ B. Diakité |

| Arbitro: | Brisard |

|               |           |                                  |
| Cresswell 42’ | Marcatori | 21’ Fernandez-Pardo 45+4’ Bakker |

| Arbitro: | Léonard |

|                             |           |                         |
| Meunier 9’ David 43’, 90+8’ | Marcatori | 90+2’ (aut.) Alexsandro |

| Arbitro: | El Hadj |

|  |           |                                 |
|  | Marcatori | 45+1’ Alexsandro 50’ Haraldsson |

| Arbitro: | Wattellier |

|                     |           |            |
| Fernandez-Pardo 74’ | Marcatori | 57’ Gouiri |

| Arbitro: | Léonard |

|                            |           |  |
| Ajorque 42’ K. Doumbia 64’ | Marcatori |  |

| Arbitro: | Delajod |

|                              |           |            |
| Cabella 37’ Akpom 86’ (rig.) | Marcatori | 60’ Akieme |

### Coppa di Francia
| Arbitro: | Frappart |

|  |           |             |
|  | Marcatori | 22’ Ismaily |

| Arbitro: | Turpin |

|                                             |                      |                                 |
| Luis Henrique 90+6’                         | Marcatori            | 68’ Haraldsson                  |
| Greenwood Luis Henrique Balerdi Rabiot Rowe | Tiri di rigore 3 – 4 | Bakker Ismaily Gomes Alexsandro |

| Arbitro: | Millot |

|                                                                |                      |                                                            |
| André Gomes 85’                                                | Marcatori            | 90+6’ Tejan                                                |
| E. Mbappé Bakker André Gomes Alexsandro Haraldsson Akpom André | Tiri di rigore 4 – 5 | Courtet Bardeli Sanganté Georgen Sekongo Senneville Jaouen |

### UEFA Champions League

#### Turni preliminari
| Arbitro: | István Kovács |

|                                 |           |             |
| Tiago Santos 12’ Zhegrova 90+1’ | Marcatori | 80’ Kahveci |

| Arbitro: | José María Sánchez Martínez |

|                      |           |                   |
| Diakité 90+1’ (aut.) | Marcatori | 116’ (rig.) David |

| Arbitro: | Szymon Marciniak |

|                        |           |  |
| David 52’ Zhegrova 77’ | Marcatori |  |

| Arbitro: | Slavko Vinčić |

|                         |           |              |
| Zafeirīs 5’ Schranz 84’ | Marcatori | 77’ Zhegrova |

#### Fase campionato
| Arbitro: | Rumšas |

|                         |           |  |
| Gyökeres 38’ Debast 65’ | Marcatori |  |

| Arbitro: | Mariani |

|                    |           |  |
| David 45+3’ (rig.) | Marcatori |  |

| Arbitro: | Guida |

|            |           |                                    |
| Álvarez 8’ | Marcatori | 61’ Zhegrova 74’ (rig.), 89’ David |

| Arbitro: | Peljto |

|           |           |                     |
| David 27’ | Marcatori | 60’ (rig.) Vlahović |

| Arbitro: | Oliver |

|            |           |                |
| Lucumí 63’ | Marcatori | 44’, 66’ Mukau |

| Arbitro: | Kabakov |

|                                          |           |                               |
| Sahraoui 37’ Bakker 45+2’ Haraldsson 81’ | Marcatori | 45+4’ Kiteishvili 47’ Biereth |

| Arbitro: | Zwayer |

|                       |           |           |
| Salah 34’ Elliott 67’ | Marcatori | 62’ David |

| Arbitro: | Vinčić |

|                                                                                  |           |             |
| Sahraoui 4’ Trauner 38’ (aut.), 76’ (aut.) Angel Gomes 57’ David 74’ Cabella 80’ | Marcatori | 14’ Giménez |

#### Fase a eliminazione diretta
| Arbitro: | Sánchez Martínez |

|             |           |                |
| Adeyemi 22’ | Marcatori | 68’ Haraldsson |

| Arbitro: | Schärer |

|          |           |                               |
| David 5’ | Marcatori | 54’ (rig.) Emre Can 65’ Beier |

## Statistiche finali

### Statistiche di squadra
| Competizione     | Punti | In casa | In casa | In casa | In casa | In casa | In casa | In trasferta | In trasferta | In trasferta | In trasferta | In trasferta | In trasferta | Totale | Totale | Totale | Totale | Totale | Totale | DR  |
| Competizione     | Punti | G       | V       | N       | P       | Gf      | Gs      | G            | V            | N            | P            | Gf           | Gs           | G      | V      | N      | P      | Gf     | Gs     | DR  |
| ---------------- | ----- | ------- | ------- | ------- | ------- | ------- | ------- | ------------ | ------------ | ------------ | ------------ | ------------ | ------------ | ------ | ------ | ------ | ------ | ------ | ------ | --- |
| Ligue 1          | 60    | 17      | 11      | 4       | 2       | 31      | 18      | 17           | 6            | 5            | 6            | 21           | 18           | 34     | 17     | 9      | 8      | 52     | 36     | +16 |
| Coppa di Francia | -     | 1       | 0       | 1       | 0       | 1       | 1       | 2            | 1            | 1            | 0            | 2            | 1            | 3      | 1      | 2      | 0      | 3      | 2      | +1  |
| Champions League | 16    | 7       | 5       | 1       | 1       | 16      | 7       | 7            | 2            | 2            | 3            | 9            | 10           | 14     | 7      | 3      | 4      | 25     | 17     | +8  |
| Totale           | -     | 25      | 16      | 6       | 3       | 48      | 25      | 26           | 9            | 8            | 9            | 32           | 29           | 51     | 25     | 14     | 12     | 80     | 55     | +25 |

### Andamento in campionato
| Giornata  | 1 | 2 | 3 | 4 | 5 | 6 | 7 | 8 | 9 | 10 | 11 | 12 | 13 | 14 | 15 | 16 | 17 | 18 | 19 | 20 | 21 | 22 | 23 | 24 | 25 | 26 | 27 | 28 | 29 | 30 | 31 | 32 | 33 | 34 |
| --------- | - | - | - | - | - | - | - | - | - | -- | -- | -- | -- | -- | -- | -- | -- | -- | -- | -- | -- | -- | -- | -- | -- | -- | -- | -- | -- | -- | -- | -- | -- | -- |
| Luogo     | T | C | C | T | C | T | C | T | T | C  | T  | C  | T  | C  | T  | C  | T  | C  | T  | C  | T  | T  | C  | T  | C  | T  | C  | T  | T  | C  | T  | C  | T  | C  |
| Risultato | V | V | P | P | N | V | V | N | V | N  | N  | V  | N  | V  | N  | N  | N  | V  | P  | V  | P  | V  | V  | P  | V  | P  | V  | P  | V  | V  | V  | N  | P  | V  |
| Posizione | 4 | 2 | 6 | 8 | 9 | 5 | 5 | 4 | 4 | 4  | 4  | 4  | 4  | 4  | 4  | 4  | 5  | 3  | 5  | 4  | 5  | 5  | 4  | 5  | 5  | 6  | 5  | 7  | 5  | 4  | 3  | 5  | 5  | 5  |

Legenda:

Luogo: C = Casa; T = Trasferta. Risultato: R = Rinviata; V = Vittoria; N = Pareggio; P = Sconfitta.

### Andamento in Champions League
| Giornata  | 1  | 2  | 3  | 4  | 5  | 6 | 7  | 8 |
| --------- | -- | -- | -- | -- | -- | - | -- | - |
| Luogo     | T  | C  | T  | C  | T  | C | T  | C |
| Risultato | P  | V  | V  | N  | V  | V | P  | V |
| Posizione | 30 | 18 | 15 | 14 | 12 | 8 | 12 | 7 |

Legenda:

Luogo: C = Casa; T = Trasferta. Risultato: R = Rinviata; V = Vittoria; N = Pareggio; P = Sconfitta.

### Statistiche dei giocatori
Sono in corsivo i calciatori che hanno lasciato la società a stagione in corso.
| Giocatore          | Ligue 1  | Ligue 1 | Ligue 1     | Ligue 1    | Coppa di Francia | Coppa di Francia | Coppa di Francia | Coppa di Francia | Champions League | Champions League | Champions League | Champions League | Totale   | Totale | Totale      | Totale     |
| Giocatore          | Presenze | Reti    | Ammonizioni | Espulsioni | Presenze         | Reti             | Ammonizioni      | Espulsioni       | Presenze         | Reti             | Ammonizioni      | Espulsioni       | Presenze | Reti   | Ammonizioni | Espulsioni |
| ------------------ | -------- | ------- | ----------- | ---------- | ---------------- | ---------------- | ---------------- | ---------------- | ---------------- | ---------------- | ---------------- | ---------------- | -------- | ------ | ----------- | ---------- |
| Alexsandro         | 30       | 1       | 10          | 0          | 3                | 0                | 1                | 0                | 14               | 0                | 2                | 0                | 47       | 1      | 13          | 0          |
| C. Akpom           | 14       | 3       | 0           | 0          | 1                | 0                | 0                | 0                | 1                | 0                | 0                | 0                | 16       | 3      | 0           | 0          |
| B. André           | 30       | 0       | 11          | 0          | 2                | 0                | 0                | 0                | 13               | 0                | 3                | 0                | 45       | 0      | 14          | 0          |
| M. Bakker          | 24       | 3       | 3           | 1          | 3                | 0                | 2                | 0                | 8                | 1                | 1                | 0                | 35       | 4      | 6           | 1          |
| M. Bayo            | 12       | 2       | 1           | 0          | 0                | 0                | 0                | 0                | 5                | 0                | 0                | 0                | 17       | 2      | 1           | 0          |
| N. Bentaleb        | 10       | 1       | 0           | 0          | 0                | 0                | 0                | 0                | 0                | 0                | 0                | 0                | 10       | 1      | 0           | 0          |
| A. Bouaddi         | 24       | 0       | 2           | 0          | 3                | 0                | 0                | 0                | 9                | 0                | 1                | 0                | 36       | 0      | 3           | 0          |
| R. Cabella         | 23       | 1       | 1           | 0          | 3                | 0                | 0                | 0                | 11               | 1                | 1                | 0                | 37       | 2      | 2           | 0          |
| L. Chevalier       | 34       | -36     | 0           | 0          | 0                | -0               | 0                | 0                | 14               | -15              | 1                | 0                | 48       | -51    | 1           | 0          |
| J. David           | 32       | 16      | 4           | 0          | 3                | 0                | 0                | 0                | 14               | 9                | 2                | 0                | 49       | 25     | 6           | 0          |
| B. Diakité         | 31       | 4       | 8           | 1          | 3                | 0                | 1                | 0                | 14               | 0                | 2                | 0                | 48       | 4      | 11          | 1          |
| M. Fernandez-Pardo | 22       | 4       | 4           | 0          | 1                | 0                | 0                | 0                | 7                | 0                | 0                | 0                | 30       | 4      | 4           | 0          |
| André Gomes        | 18       | 0       | 3           | 0          | 2                | 1                | 0                | 0                | 2                | 0                | 0                | 0                | 22       | 1      | 3           | 0          |
| Angel Gomes        | 16       | 1       | 1           | 0          | 0                | 0                | 0                | 0                | 6                | 1                | 3                | 1                | 22       | 2      | 4           | 1          |
| G. Gudmundsson     | 30       | 2       | 3           | 0          | 2                | 0                | 0                | 0                | 13               | 0                | 0                | 0                | 45       | 2      | 3           | 0          |
| H. A. Haraldsson   | 25       | 5       | 3           | 0          | 3                | 1                | 1                | 0                | 10               | 2                | 1                | 0                | 38       | 8      | 5           | 0          |
| A. Ilić            | 0        | 0       | 0           | 0          | 0                | 0                | 0                | 0                | 1                | 0                | 1                | 0                | 1        | 0      | 1           | 0          |
| Ismaily            | 16       | 0       | 4           | 0          | 2                | 1                | 0                | 0                | 6                | 0                | 0                | 0                | 24       | 1      | 4           | 0          |
| A. Malouda         | 1        | 0       | 0           | 0          | 0                | 0                | 0                | 0                | 0                | 0                | 0                | 0                | 1        | 0      | 0           | 0          |
| Y. Lachaab         | 2        | 0       | 0           | 0          | 0                | 0                | 0                | 0                | 1                | 0                | 0                | 0                | 3        | 0      | 0           | 0          |
| A. Mandi           | 24       | 0       | 3           | 0          | 1                | 0                | 0                | 0                | 6                | 0                | 3                | 2                | 31       | 0      | 6           | 2          |
| E. Mbappé          | 10       | 0       | 2           | 0          | 1                | 0                | 0                | 0                | 3                | 0                | 0                | 0                | 14       | 0      | 2           | 0          |
| T. Meunier         | 30       | 2       | 4           | 0          | 3                | 0                | 0                | 0                | 13               | 0                | 4                | 0                | 46       | 2      | 8           | 0          |
| V. Mannone         | 0        | 0       | 0           | 0          | 3                | -2               | 0                | 0                | 0                | 0                | 0                | 0                | 3        | -2     | 0           | 0          |
| N. Mukau           | 22       | 0       | 2           | 0          | 3                | 0                | 0                | 0                | 11               | 2                | 2                | 0                | 36       | 2      | 4           | 0          |
| O. Sahraoui        | 30       | 3       | 1           | 0          | 3                | 0                | 0                | 0                | 13               | 2                | 0                | 0                | 46       | 5      | 1           | 0          |
| Tiago Santos       | 7        | 0       | 1           | 0          | 0                | 0                | 0                | 0                | 6                | 1                | 1                | 0                | 13       | 1      | 2           | 0          |
| O. Touré           | 1        | 0       | 0           | 0          | 0                | 0                | 0                | 0                | 1                | 0                | 0                | 0                | 2        | 0      | 0           | 0          |
| S. Umtiti          | 0        | 0       | 0           | 0          | 0                | 0                | 0                | 0                | 0                | 0                | 0                | 0                | 0        | 0      | 0           | 0          |
| A. Zedadka         | 0        | 0       | 0           | 0          | 0                | 0                | 0                | 0                | 0                | 0                | 0                | 0                | 0        | 0      | 0           | 0          |
| E. Zhegrova        | 12       | 4       | 1           | 0          | 0                | 0                | 0                | 0                | 9                | 4                | 2                | 0                | 21       | 8      | 3           | 0          |